# Michał Proksa
Michał Leon Proksa – polski historyk architektury, doktor habilitowany nauk technicznych, profesor nadzwyczajny Wydziału Budownictwa, Inżynierii Środowiska i Architektury Politechniki Rzeszowskiej.

## Życiorys
W 2003 na Wydziale Architektury Politechniki Krakowskiej uzyskał stopień naukowy doktora habilitowanego nauk technicznych w dyscyplinie architektura i urbanistyka w specjalności architektura i urbanistyka.
Został profesorem nadzwyczajnym Politechniki Rzeszowskiej im. Ignacego Łukasiewicza na Wydziale Budownictwa, Inżynierii Środowiska i Architektury zatrudnionym w Zakładzie Urbanistyki i Architektury.
Był także profesorem w Katedrze Historii Państwa i Prawa Wyższej Szkoły Prawa i Administracji w Przemyślu (Zamiejscowy Wydział Prawa i Administracji w Rzeszowie) oraz wykładowcą w Instytucie Historii i Archiwistyki Państwowej Wyższej Szkoły Wschodnioeuropejskiej w Przemyślu. Pracował w Naczelnej Dyrekcji Archiwów Państwowych.

## Publikacje
- Kościoły neoromańskie w archidiecezji przemyskiej (współautorka: Monika Zub), 2017.
- Domy modlitw: murowane synagogi na ziemiach polskich (współautorka: Monika Zub), 2015.
- Kaplica Zygmuntów na Wawelu i kościół Magdalenek w Nowogrodźcu: od początku renesansu do schyłku baroku w architekturze ziem polskich. T. 1 (współautorka: Monika Zub), 2015.
- Kaplica Zygmuntów na Wawelu i kościół Magdalenek w Nowogrodźcu: od początku renesansu do schyłku baroku w architekturze ziem polskich. T. 2 (współautorka: Monika Zub), 2015.
- The Renaissance, Mannerism and the style of the irregular pearl Barroco in European architecture (współautorka: Monika Zub), 2015.
- The architecture of the Aegean Sea basin and Ancient Rome (współautorka: Monika Zub), 2015.
- Bóżnicza architektura drewniana w granicach Rzeczypospolitej do końca XVIII wieku (współautorka: Monika Zub), 2015.
- Od mieszkań ludności paleolitycznej do bazyliki Bernardinusa de Gianotis w Płocku: architektura społeczności pradziejowych, romanizm i gotyk na ziemiach polskich. T. 1 (współautorka: Monika Zub), 2014.
- Od mieszkań ludności paleolitycznej do Bazyliki Bernardinusa de Gianotis w Płocku: architektura społeczności pradziejowych, romanizm i gotyk na ziemiach polskich. T. 2 (współautorka: Monika Zub), 2014.
- Historia architektury polskiej: romanizm (współautorka: Monika Zub), 2013.
- Historia architektury polskiej: teren państwa krzyżackiego (współautorka: Monika Zub), 2013.
- Powszechne dzieje budownictwa i architektury do końca XVIII wieku: (Europa i Bliski Wschód) 2011.
- Najstarsze budowle Przemyśla: badania archeologiczno-architektoniczne do roku 2006 (współautor: Zbigniew Pianowski) 2008.
- Przedromańskie palatium i rotunda na Wzgórzu Zamkowym w Przemyślu: w świetle badań archeologiczno-architektonicznych do roku 2002 (współautor: Zbigniew Pianowski, Michał), 2003.
- Twierdza Przemyśl w Europie (współautor: Marek Gosztyła), 2002.
- Kirkuty Podkarpacia (współautor: Marek Gosztyła), 2001
- Studia nad zamkami i dworami Ziemi Przemyskiej: od połowy XIV do początków XVIII wieku (2001).
- Klasztory i zgromadzenia zakonne w Archidiecezji Przemyskiej (współautor: Marek Gosztyła), 2000.
- Akta administracji drogowej w zasobie Archiwum Państwowego w Przemyślu: przewodnik po zespołach (1999)
- Akta metrykalne w zasobie Archiwum Państwowego w Przemyślu (współautorka: Anna Krochmal), 1998.
- Rotunda św. Mikołaja w Przemyślu po badaniach archeologiczno-architektonicznych w latach 1996–1998 (współautora: Zbigniew Pianowski), 1998.
- Akta instytucji pomocy społecznej i zdrowia w zasobie Archiwum Państwowego w Przemyślu: przewodnik po zespołach (1997).
- Kościół św. Mikołaja w Przemyślu na tle rotund prostych w Polsce (współautor: Marek Gosztyła), 1997.
- Akta miasta Przeworska w zasobie Archiwum Państwowego w Przemyślu (1996).
- Akta wsi i dominiów w zasobie Archiwum Państwowego w Przemyślu: (informator) (1995).
- Informator dla korzystających z zasobu Archiwum Państwowego w Przemyślu (1995).
- Zamki, pałace i klasztory województwa przemyskiego: przewodnik po wybranych obiektach architektury monumentalnej województwa przemyskiego (współautor: Marek Gosztyła), 1995.
- Przewodnik po zespole akta miasta Jarosławia (1994).
- Budownictwo obronno-rezydencjonalne ziemi przemyskiej i sanockiej (połowa XIV w[ieku]-połowa XVII w.) w świetle badań archeologiczno-architektonicznych i źródeł pisanych (1994).
- Horyniec: (zarys dziejów) (1994).
- Akta Państwowych Gospodarstw Rolnych w zasobie Archiwum Państwowego w Przemyślu (1993).
- Akta Rolniczych Spółdzielni Produkcyjnych w zasobie Archiwum Państwowego w Przemyślu (1993).[2].